# Portugis
El portugis o ternateño fou una llengua criolla de base portuguesa parlada per cristians d'ascendència mixta portuguesa i malaia a les illes d'Ambon, Ternate i a l'oest d'Halmahera a les Moluques, les illes de Banda i Makassar (Indonèsia), durant el segle XVI fins a mitjans del segle xx. La llengua fou substituïda gradualment per un crioll malai anomenat malai ambonès.

## Història
A les Illes Moluques es va establir un acord amb el sultanat de Ternate, en el qual els portuguesos van adquirir el monopoli del comerç de clau. Més tard es van desplaçar de Ternate a Ambon, Ceram i les illes de Banda. Encara avui en la llengua local, moltes paraules tenen origen portuguès (janela, cadeira, tacho, bandeira, etc).
A les illes Cèlebes (Sulawesi) la seva presència va ser molt forta, no sols en termes comercials i culturals, sinó també religiosos. La seva capital (Makassar) va ser dominada pels portuguesos fins a 1660.
En aquestes illes es va formar el portugis o ternateño, un crioll basat principalment en el portuguès i en el malai, parlat a Ternate, Ambon, Banda i Makassar. Actualment aquesta llengua està extinta. A Ambon, el portuguès sobreviu en el malai ambonès, un crioll malai, que conté prop de 350 termes d'origen portuguès.